# Risperidona
La risperidona es un compuesto químico antipsicótico de segunda generación creado en Janssen Pharmaceutica. El medicamento está aprobado en Estados Unidos por la Food and Drug Administration (FDA)  y anexado a Lista de medicamentos esenciales de la Organización Mundial de la Salud como antipsicótico atípico.  Es vendida bajo la marca Risperdal y disponible como medicamento genérico. Se utiliza para tratar la esquizofrenia, el trastorno bipolar, la irritabilidad asociada con el autismo, y la agresividad cualquiera sea su causa.  

## Definición
Es un medicamento que pertenece a la clase de los antipsicóticos atípicos, se denomina que es atípico debido a que tiene menor afinidad por los receptores D2 en comparación con los antipsicóticos típicos, además de esto, se caracteriza porque tienen una mayor afinidad por los 5-HT2A, ocupando más del 80% de los receptores corticales 5-HT2A, lo cual aumenta la actividad de los receptores 5-HT1A que tiene efectos inhibitorios sobre las células glutamatérgicas, esta es la razón por la que el uso de Risperidona produce menos efectos extrapiramidales y una mínima incidencia de hiperprolactinemia. La principal indicación terapéutica es para tratar los síntomas positivos de la esquizofrenia, también se utiliza en el trastorno esquizoafectivo, para tratar y disminuir los episodios de manía del trastorno bipolar y problemas conductuales como autolesión y agresividad en personas autistas.

## Historia
La risperidona es un compuesto químico antipsicótico de segunda generación, sintetizado en 1984 por el Dr. Paul Janssen y su equipo de trabajo en Janssen Pharmaceutica, laboratorio farmacéutico perteneciente a Johnson & Johnson. En 1993, la risperidona recibió la aprobación de la Administración de Alimentos y Medicamentos de los Estados Unidos (FDA) para el tratamiento de la esquizofrenia.

## Descripción
La risperidona, perteneciente a la clase de las piridopirimidinas. Tiene el efecto de antagonistas de la serotonina, antagonistas alfa-adrenérgicos, antagonistas de los receptores H1, antipsicóticos de segunda generación, antagonistas dopaminérgicos, fármacos psicotrópicos e inhibidores EC 3.4.21.26 (enzima prolil oligopéptido). Es miembro de las piridopirimidinas, compuestos organofluorados, heteroarilpiperidinas y 1,2-benzoxazoles.

## Nombres comerciales
Es vendido comercialmente como Narval y Goval en Uruguay. 
Y como Risperdal en España, México, Estados Unidos, Canadá, Reino Unido y Portugal, así como en otros muchos países, o también como Ridal en Nueva Zelanda, Rispolept en países de Europa del Este, Dagotil y Belivon o Rispen en otros países.
La risperidona contiene benzisoxazola y piperidina como parte de su estructura molecular.
Los derechos originales de la patente de los laboratorios Janssen para la risperidona finalizaron el 29 de diciembre de 2007, lo cual presumiblemente permitirá abrir el mercado a otros fabricantes que comercializarán la droga como medicamento genérico, si bien, Janssen continuó teniendo derechos exclusivos sobre mercadotecnia del producto hasta el 29 de junio de 2008, como resultado de las nuevas indicaciones del medicamento en el ámbito pediátrico.

## Síntesis
A continuación se muestra la síntesis de la risperidona

## Farmacocinética

### Vías de administración

#### Administración digestiva
Vía oral: es la vía más común de administración, se puede encontrar en forma de tabletas y solución líquida.

#### Administración parental
Vía intramuscular: inyección intramuscular de liberación prolongada. Están asociados con ciertas desventajas, que incluyen una titulación lenta de la dosis, dolor en el lugar de la inyección, necesidad de administración mensual o quincenal del fármaco por parte de un profesional de la salud e incapacidad para retirar o revertir el medicamento en caso de emergencia. Mejor cumplimiento farmacoterapéutico.
Vía subcutánea: además, se encuentra en desarrollo clínico una formulación de risperidona inyectable subcutánea de acción prolongada que requiere una dosificación mensual.

#### Administración tópica
Vía transdérmica: Braeburn Pharmaceuticals Inc (Princeton, New Jersey) compró una formulación de risperidona para implantación subcutánea a Endo Pharmaceuticals (Malvern, Pennsylvania) y la reformuló como un implante de risperidona. (RHODE ISLAND). Esta formulación está diseñada para implantarse en la parte superior del brazo y liberar el fármaco activo a un ritmo constante durante 6 meses. En fase de investigación.

### Absorción
Después de la administración oral, la risperidona se absorbe por completo y alcanza concentraciones plasmáticas máximas en 1 a 2 horas. La biodisponibilidad absoluta de la risperidona es del 70%. La biodisponibilidad oral relativa de los comprimidos de risperidona en comparación con la solución fue del 94%. Los alimentos no afectan a su absorción, por lo que la risperidona se puede tomar con o sin alimentos. La mayoría de los pacientes alcanzaron el estado de meseta de risperidona en un día. Después de 4 a 5 días de uso, la 9-hidroxirisperidona se estabiliza. (enlace de estado estacionario).
Es un medicamento liposoluble.

### Distribución
La risperidona tiene un proceso de distribución rápido, con un volumen de distribución de 1 a 2 litros por cada kilogramo. En el plasma, la risperidona se une tanto a la proteína albúmina como a la alfa-1-glucoproteína ácida, está unión a proteínas del plasma es del 90% y la de su metabolito activo denominado, 9-hidroxi-risperidona, es del 77%.
En estudios se concluyó que en el plasma humano, la unión a la proteína de la risperidona era independiente de la concentración del fármaco hasta 200 ng/ml. La unión de la risperidona aumentó a valores de pH más altos. La risperidona se unía tanto a la albúmina como a la glicoproteína alfa 1-ácido. La unión a la proteína plasmática de la risperidona y la 9-hidroxi-risperidona en los ancianos no fue significativamente diferente de la de los sujetos jóvenes. Las diferencias de unión a las proteínas plasmáticas entre los pacientes con insuficiencia hepática o renal y los sujetos sanos no fueron significativas o más bien pequeñas. La relación de concentración de sangre a plasma de risperidona promedió 0,67 en el hombre, 0,51 en perros y 0,78 en ratas. Las interacciones de desplazamiento de la risperidona y la 9-hidroxi-risperidona con otros medicamentos fueron mínimas.

### Metabolismo y metabolitos
Es metabolizado en 30%-70% en el hígado.
La risperidona es metabolizada por CYP 2D6 al metabolito activo 9-hidroxi-risperidona, que tiene efectos farmacológicos similares a los de la risperidona. CYP 2D6 tiene un polimorfismo genético. Los metabolitos activos de CYP 2D6 convierten rápidamente la risperidona en 9-hidroxi-risperidona, mientras que los metabolizadores lentos de CYP2D6 la convierten mucho más lentamente. Aunque los metabolizadores rápidos tienen concentraciones más bajas de risperidona y concentraciones más altas de 9-hidroxi-risperidona que los metabolizadores lentos, la farmacocinética combinada de risperidona y 9-hidroxi-risperidona (es decir, una de las otras vías metabólicas de la risperidona es la N-desalquilación. Estudios in vitro utilizando microsomas hepáticos humanos han demostrado que la risperidona en concentraciones clínicamente relevantes no inhibe significativamente el metabolismo de fármacos metabolizados por isoenzimas del citocromo P450, como CYP 1A2, CYP 2C8/9/10, CYP 2A6, CYP 2D6, CYP que son Almendaligs.

### Excreción
La risperidona y su metabólico 9-hidroxirisperidona se excretan principalmente por vía renal.
La risperidona es un medicamento básico y liposoluble, por lo que para su eliminación debe pasar por un proceso de ionización para volverse más hidrosoluble y facilitar su eliminación. La vida media de eliminación de la risperidona es de aprox. 3 horas. La semivida de eliminación de su metabolito activo 9- hidroxi-risperidona es de 24 horas, por lo que una semana después de su administración se espera que, el 70% de la dosis se haya eliminado por vía urinaria y el 14% por heces. Condiciones que alteran la eliminación del fármaco:
- Deterioro en la función renal: insuficiencia renal crónica o aguda, que resultaría en una acumulación del fármaco en la sangre por la incapacidad del riñón para excretar.

- El pH de la orina también puede afectar la eliminación del fármaco, ya que este influye en el proceso de ionización, a su vez el pH puede variar por factores como la dieta, el estado de hidratación y el uso de medicamentos

- El uso de otros medicamentos, estos pueden competir  por los transportadores renales, lo que puede disminuir su secreción tubular y afectar la excreción renal del fármaco.

- La edad puede afectar la excreción renal, esto porque, a medida que aumenta la edad, la función renal puede disminuir.[18]

En sujetos sanos de edad avanzada, tanto la risperidona como la 9-hidroxirisperidona presentaron un aclaramiento renal reducido y una semivida de eliminación prolongada en comparación con sujetos jóvenes sanos.

## Farmacodinámica

### Mecanismo de Acción
La risperidona es un antagonista selectivo monoaminérgico con afinidad elevada  a los receptores dopaminérgicos (D2) y  serotoninérgicos (5-HT2) . El tratamiento tradicional de los síndrome psicóticos tiene como base  la teoría de que las vías dopaminérgicas hiperactivas generan  las manifestaciones de la esquizofrenia y por ende que el bloqueo de los receptores D2 disminuye los síntomas de la enfermedad. Los antipsicóticos convencionales o típicos  disminuyen los síntomas positivos de la esquizofrenia como delusiones, alucinaciones y comportamientos erráticos, pero de manera simultánea el bloqueo de los receptores  D2 es responsable de la aparición de los síntomas extrapiramidales. En la esquizofrenia están implicadas vías serotoninérgicas, por ello los efectos antagonistas de la dopamina y la serotonina producen  los efectos terapéuticos de la risperidona. La dopamina en exceso en el sistema límbico genera los síntomas positivos de la esquizofrenia, su bloqueo en el tracto mesocortical es responsable de los efectos negativos y  en las vía nerviosas entre la sustancia negra y el cuerpo estriado  genera los síntomas extrapiramidales. En el tracto mesocortical se genera un bloqueo serotoninérgico lo que se manifiesta en un exceso de dopamina e incremento  de la transmisión de este neurotransmisor. El exceso de dopamina eliminaría los síntomas negativos. Adicionalmente, se evitan los efectos extrapiramidales dado que en la vía entre el cuerpo estriado y la sustancia negra la risperidona no tiene efecto sobre la dopamina.
Similar a lo que ocurre con otros bloqueantes serotoninérgicos 5-HT2, la risperidona muestra otras propiedades farmacológicas sobre otros receptores. La risperidona causa hipotensión al unirse a los receptores adrenérgicos α1. Otras reacciones adversas se explican por sus propiedades antihistamínicas y anticolinérgicas.
| Dopamina | Serotonina | Muscarinica | Adrenérgica | Adrenérgica | Histamina |
| -------- | ---------- | ----------- | ----------- | ----------- | --------- |
| D2       | 5HT2A      | M1          | α1A         | α1B         | H1        |
| 3.2      | 0.2        | >10.000     | 5.0         | 9.0         | 20        |

Mecanismo de acción de la risperidona sobre las vías dopaminérgicas mesolímbica y nigroestriatal.

Acción de la risperidona sobre la vía dopaminérgica mesocortical y serotoninérgica.

Valores de Ki (nM) = concentración inhibitoria 50% expresada en nanomolar.

#### (Estimulante del SNC)

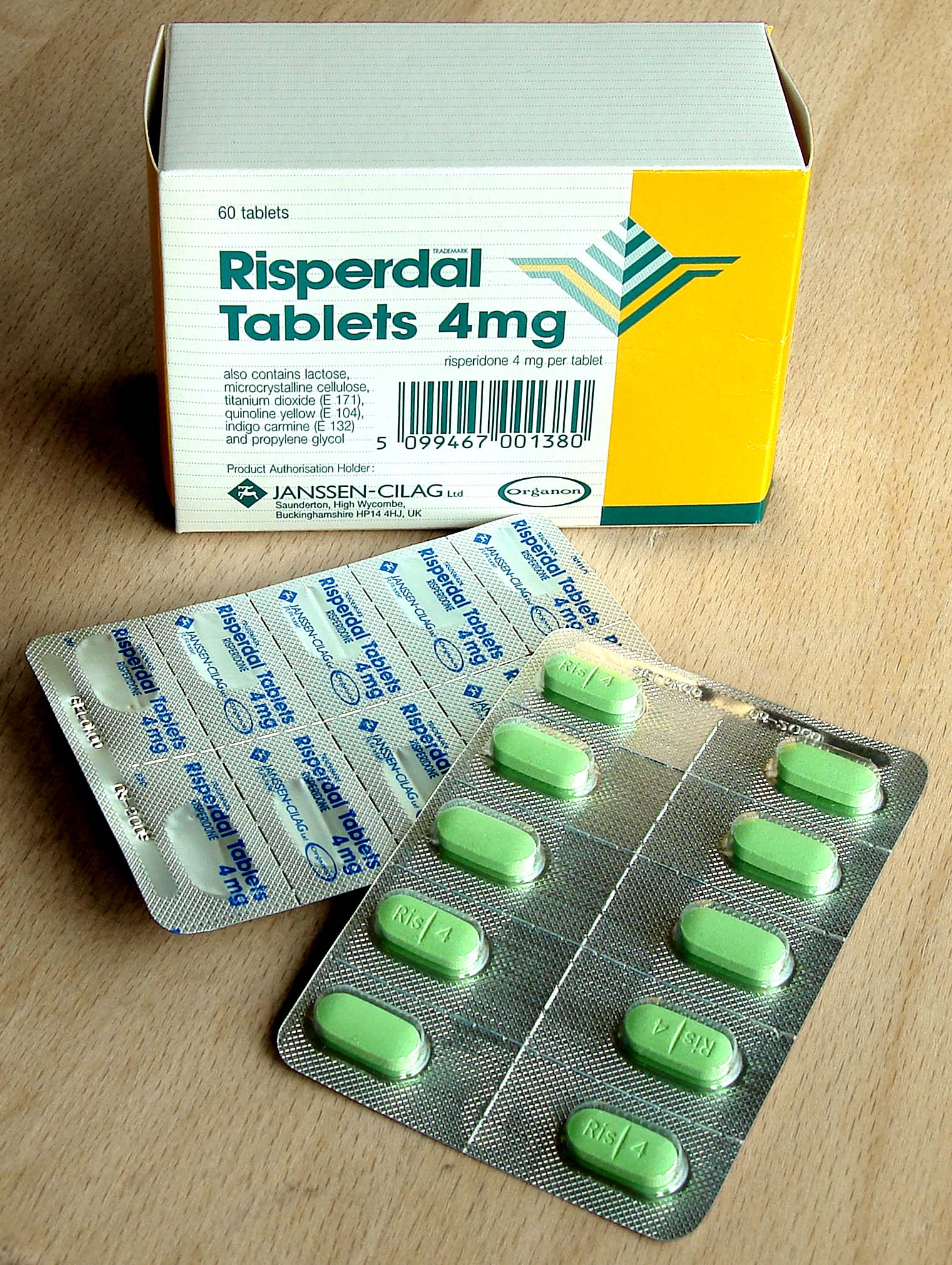
Tabletas.

## Efectos farmacológicos

### Interacciones
| Fármacos que interaccionan con Risperidona                                  | Fármacos que interaccionan con Risperidona |
| --------------------------------------------------------------------------- | --- |
| Bupropión (Antidepresivo)                                                   | Farmacocinética: Puede aumentar los niveles de Risperidona en sangre al inhibir su metabolismo a través de la enzima CYP2D6. El aumento en los niveles disponibles de Risperidona aumenta el riesgo de efectos secundarios asociados con el sistema nervioso central, tales como: sedación, somnolencia, mareos, y disminución de la alerta. Aumenta el riesgo de convulsiones en adultos mayores. |
| Escitalopram (Antidepresivo)                                                | Farmacodinamia: Debido a la inhibición de canales iónicos de potasio en células cardiacas puede causar una prolongación dependiente de la dosis del intervalo QT, provocando efectos aditivos y un mayor riesgo de arritmias ventriculares, incluida la torsade de pointes (taquicardia ventricular) que debuta con mareos, aturdimiento, desmayos, palpitaciones, ritmo cardiaco irregular, falta de aliento o síncope y la muerte súbita. |
| Aripiprazol (Antipsicótico)                                                 | Farmacodinámica: Debido a la mayor carga de bloqueo de receptores de dopamina, puede aumentar los efectos secundarios como: somnolencia, visión borrosa, boca seca, intolerancia al calor, enrojecimiento, disminución de la sudoración, dificultad para orinar, calambres abdominales, estreñimiento, latidos cardíacos irregulares, confusión y problemas de memoria. |
| Lorazepam (Ansiolítico)                                                     | Farmacodinámica: Aumenta los efectos secundarios de ambos fármacos como: mareos, somnolencia, confusión y dificultad para concentrarse. Algunas personas, especialmente adultos mayores, también pueden experimentar discapacidad en el pensamiento, el juicio y la coordinación motora. |
| Difenhidramina (Antihistamínico)                                            | Farmacodinámica: Posibilidad de un mayor riesgo de efectos adversos como la depresión del sistema nervioso central y la discinesia tardía. Pueden producirse efectos anticolinérgicos excesivos en el uso combinado, lo que puede provocar íleo paralítico, hipertermia, golpe de calor y el síndrome de intoxicación anticolinérgica. Los síntomas periféricos de la intoxicación anticolinérgica comúnmente incluyen midriasis, visión borrosa, cara sonrojada, fiebre, piel seca y membranas mucosas, taquicardia, retención urinaria y estreñimiento. |
| Metilfenidato / desmetilfenidato /serdexmetilfenidato (Estimulante del SNC) | Farmacodinámica: Cuando hay un aumento o disminución de la dosis de cualquiera de los medicamentos, puede aumentar el riesgo de síntomas extrapiramidales. |

## Uso clínico
La risperidona se utiliza principalmente para el tratamiento de la esquizofrenia, el trastorno bipolar y la irritabilidad asociada con el autismo.
En Colombia el registro sanitario vigente otorgado por el INVIMA (Instituto Nacional de Vigilancia de Medicamentos y Alimentos)  refiere las siguientes indicaciones clínicas:

### Esquizofrenia
Alternativo en los tratamientos de la esquizofrenia aguda y crónica.
La risperidona es eficaz para tratar las exacerbaciones agudas de la esquizofrenia. Un estudio de 2013 comparó 15 fármacos antipsicóticos para el tratamiento de la esquizofrenia. La risperidona ocupó el cuarto lugar, un 11% más eficaz que la paliperidona (quinto), un 20-23% más eficaz que el haloperidol, quetiapina y aripiprazol, y un 36% menos eficaz que la clozapina (primero).
Los estudios que evalúan la utilidad de la risperidona por vía oral para la terapia de mantenimiento han llegado a conclusiones variables. Una revisión sistemática de 2012 concluyó que hay pruebas sólidas de que la risperidona es más eficaz que todos los antipsicóticos de primera generación distintos del haloperidol, pero que la evidencia que apoya directamente su superioridad sobre el placebo es ambigua.  Una revisión de 2011 concluyó que la risperidona es más eficaz en la prevención de recaídas que otros antipsicóticos de primera y segunda generación con la excepción de la olanzapina y la clozapina. Una revisión Cochrane de 2016 sugiere que la risperidona reduce los síntomas generales de la esquizofrenia, pero es difícil sacar conclusiones firmes debido a la evidencia de muy baja calidad. Los datos y la información son escasos, se informaron de manera deficiente y probablemente estén sesgados a favor de la risperidona; aproximadamente la mitad de los ensayos incluidos fueron desarrollados por compañías farmacéuticas. El artículo plantea inquietudes con respecto a los efectos secundarios graves de la risperidona, como el parkinsonismo. Una revisión Cochrane de 2011 comparó la risperidona con otros antipsicóticos atípicos como la olanzapina para la esquizofrenia.

### Desorden Bipolar
Monoterapia en desorden bipolar.
Los antipsicóticos de segunda generación, incluida la risperidona, son eficaces en el tratamiento de los síntomas maníacos en las exacerbaciones maníacas agudas o mixtas del trastorno bipolar. En niños y adolescentes, la risperidona puede ser más eficaz que el litio o el divalproex , pero tiene más efectos secundarios metabólicos. Como terapia de mantenimiento, la risperidona inyectable de acción prolongada es eficaz para la prevención de episodios maníacos pero no depresivos. La forma inyectable de acción prolongada de risperidona puede ser ventajosa sobre los antipsicóticos de primera generación de acción prolongada, ya que se tolera mejor (menos efectos extrapiramidales) y porque las formulaciones inyectables de acción prolongada de antipsicóticos de primera generación pueden aumentar el riesgo de depresión.

### Discapacidad Intelectual
Tratamiento de desórdenes de la conducta en niños, adolescentes y adultos con retardo mental.

### Autismo
Coadyuvante a corto y mediano plazo en el manejo de características autistas socialmente no aceptadas.
En comparación con el placebo, el tratamiento con risperidona reduce ciertos comportamientos problemáticos en los niños autistas, incluyendo la agresión hacia los demás, la autolesión, fusiones y cambios de humor rápido. La evidencia de su eficacia parece ser mayor que la de los tratamientos farmacológicos alternativos.  El aumento de peso es un efecto adverso importante. Algunos autores recomiendan limitar el uso de risperidona y aripiprazol a aquellos con las alteraciones del comportamiento más desafiantes para minimizar el riesgo de efectos adversos inducidos por fármacos. La evidencia de la eficacia de la risperidona en adolescentes y adultos autistas es cuestionable.
En 2003, la FDA aprobó el uso de la risperidona para los breves estados de acceso maníacos asociados con el trastorno bipolar. En 2006 la FDA autorizó el medicamento para el tratamiento de la irritabilidad en chicos y adolescentes autistas Como otros antipsicóticos atípicos, ha sido usada "extraoficialmente" para el tratamiento de ataques de ansiedad (Ataque de pánico), así como para el trastorno obsesivo-compulsivo (o TOC), al igual que para tratar depresiones resistentes a tratamientos convencionales, con o sin problemas psicóticos; síndrome de Tourette; problemas de comportamiento anormales en chicos de corta edad o trastornos de alimentación, entre otros.
Con fecha 22 de agosto de 2007, Risperdal fue autorizado como el único medicamento válido para el tratamiento de la esquizofrenia en menores de 18 años, así como para el tratamiento de la depresión bipolar o trastorno bipolar en menores con edades comprendidas entre los 10 a los 18 años.
El Gobierno de España a través de la Agencia Española de Medicamentos y Productos Sanitarios (AEMPS; anteriormente AGEMED) aprobó el uso de la Risperidona en ancianos con demencia, aunque hace las siguientes advertencias:
1. Limitar el uso a los pacientes que no respondan a otros tratamientos.
2. Acortar la duración del tratamiento lo máximo posible según la evolución clínica del paciente.
3. Efectuar controles del riego sanguíneo en el encéfalo con el objetivo de detectar de forma previa cualquier forma de isquemia cerebral.

La Administración de Alimentos y Medicamentos (FDA, por sus siglas en inglés) no ha autorizado el uso de la risperidona para el tratamiento de problemas de conducta en los adultos de edad avanzada con demencia. Hable con el médico que recetó este medicamento si usted o algún familiar o ser querido suyo tiene demencia y está tomando risperidona.

### Efectos Adversos
La risperidona, al igual que otros medicamentos antipsicóticos, puede tener efectos adversos, en el que destaca los síntomas extrapiramidales, los cuales son:

#### Acatisia
Esta es una sensación de incomodidad, que hace que las personas sientan la necesidad de moverse, como si estuvieran nerviosos generando movimientos como, caminar de un lado a otro, mover los pies y manos, cuello torcido, etc.

#### Distonía
Estas son contracciones involuntarias de los músculos que resultan en torsiones y movimientos repetitivos. Algunas veces son dolorosas y puede afectar solamente un músculo, un grupo de músculos o todos los músculos.

#### Parkinsonismo
cuadro clínico que imita los síntomas típicos del Parkinson como la rigidez muscular y los temblores  que generalmente empiezan en los dedos o en toda la mano.

#### Discinesia tardía
Movimientos involuntarios y repetitivos de la musculatura, principalmente en la cara, lengua y extremidades, y pueden tardar meses o años en aparecer.
También se puede presentar, somnolencia, mareos, angustia, ansiedad y trastornos del sueño. A nivel gastrointestinal, causa náuseas, vómitos, estreñimiento, dolor abdominal, disfagia, gastritis, obstrucción intestinal, pancreatitis.
| Reacciones adversas a Risperidona | Reacciones adversas a Risperidona     | Reacciones adversas a Risperidona                                                                       |
| --------------------------------- | ------------------------------------- | --- |
| Sistema implicado                 | Grupo CIOSM                           | Tipo de reacción                                                                                        |
| Sistema nervioso                  | Muy frecuentes (≥ 10)                 | Parkinsonismo, cefalea, somnolencia.                                                                    |
| Sistema nervioso                  | Frecuentes (≥ 1/100)                  | Acatisia, mareo, temblor, distonía, sedación, discinesia.                                               |
| Sistema nervioso                  | Poco frecuentes (≥ 1/1.000 a < 1/100) | Pérdida de conciencia, síncope, reducción del nivel de conciencia, accidente cerebrovascular, disartria |
| Sistema nervioso                  | Raros (≥ 1/10.000 a ≥ 1/1.000)        | Síndrome neuroléptico maligno, trastorno cerebrovascular, Isquemia cerebral, trastorno del movimiento.  |
| Aparato gastrointestinal          | Frecuentes (≥ 1/100)                  | Vómitos, diarrea, estreñimiento, náuseas, dolor abdominal.                                              |
| Aparato gastrointestinal          | Poco frecuentes (≥ 1/1.000 a < 1/100) | Disfagia, Gastritis.                                                                                    |
| Aparato gastrointestinal          | Raros (≥ 1/10.000 a ≥ 1/1.000)        | Obstrucción intestinal, pancreatitis                                                                    |
| Sistema Vascular                  | Frecuentes (≥ 1/100)                  | Hipertensión.                                                                                           |
| Sistema Vascular                  | Poco frecuentes (≥ 1/1.000 a < 1/100) | Hipotensión, hipotensión ortostática, rubefacción.                                                      |
| Sistema Vascular                  | Raros (≥ 1/10.000 a ≥ 1/1.000)        | Embolia pulmonar, trombosis venosa.                                                                     |

### Contraindicaciones
No se debe administrar risperidona si existe una alergia/hipersensibilidad conocida a la risperidona o la paliperidona (un metabolito de la risperidona). El trastorno de percepción persistente por alucinógenos o HPPD puede ser una contraindicación relativa para la risperidona, porque algunos pacientes tratados con risperidona para su HPPD informaron que los síntomas visuales y de pánico se intensificaron.

#### Contraindicaciones durante el embarazo
En estudios que evaluaron el uso de risperidona durante el embarazo, no se encontró un mayor riesgo de anomalías fetales. Puede incrementar la glicemia y generar aumento de peso en mujeres embarazadas. Esto podría aumentar la posibilidad de diabetes gestacional. Se recomienda que la dosis diaria de risperidona no supere los 2 mg, ya que una dosis mayor o igual supone un mayor riesgo de malformaciones cardíacas.

#### Contraindicaciones en la lactancia
Las dosis maternas de risperidona de hasta 6 mg diarios producen niveles bajos en la leche. Se han notificado sedación, retraso del crecimiento, nerviosismo, temblores y movimientos musculares anormales en lactantes expuestos a la risperidona. Debido a que hay poca experiencia publicada con risperidona durante la lactancia y pocos datos de seguimiento a largo plazo, se pueden preferir otros agentes, especialmente durante la lactancia de un recién nacido o un bebé prematuro. La risperidona es un agente de segunda línea durante la lactancia debido a los datos limitados disponibles y a la mayor excreción en la leche en comparación con otros agentes. La risperidona es posible usarla con precaución durante la lactancia. Se debe controlar al bebé para detectar somnolencia, aumento de peso, temblores, movimientos musculares anormales e hitos del desarrollo, especialmente si se usan otros antipsicóticos al mismo tiempo.

### Sobredosis

#### Síntomas
En general, los signos y síntomas informados exageran los efectos farmacológicos conocidos de la risperidona. Estos síntomas incluyen letargo y sedación, taquicardia e hipotensión, así como síntomas extrapiramidales. Se ha informado que la sobredosis causa prolongación del intervalo QT y convulsiones. Se ha informado que las torsades de pointes están asociadas con la sobredosis de la combinación de risperidona y paroxetina. En caso de sobredosis aguda, se debe considerar la posibilidad de implicación de múltiples fármacos.

#### Tratamiento
La risperidona no tiene antídoto específico. Por lo tanto, se debe brindar el soporte vital al paciente.

### Presentaciones
La presentación de la Risperidona, puede estar dada en:
- Tabletas
- Solución (líquido)
- Tableta de desintegración oral (comprimidos recubiertos y comprimidos bucodispersables).[49]

Las tabletas de risperidona deben almacenarse a temperatura ambiente controlada entre 15 °C y 25 °C (59 °F y 77 °F). Proteger de la luz y la humedad. La solución oral de 1 mg/ml de risperidona debe almacenarse a temperatura ambiente controlada entre 15 y 25 °C (59 y 77 °F). Proteger de la luz y las heladas. La tableta bucodispersable de risperidona M-TAB debe almacenarse a temperatura ambiente controlada entre 15 y 25 °C (59 y 77 °F).

## Uso veterinario
Como antagonista  de la dopamina  la risperidona es  efectivo en el tratamiento de trastornos compulsivos en perros, muchas veces los efectos adversos limitan su uso. La risperidona como antipsicótico es reservado  para aquellos perros que padecen un  importante componente alucinatorio.

## Otros usos

### Usos no incluidos en el registro sanitario (Fuera de Etiqueta)
- Trastornos de ansiedad: aunque la risperidona no está aprobada específicamente para tratar los trastornos de ansiedad, en algunos casos se ha utilizado como opción de tratamiento cuando otros medicamentos no han sido efectivos.[51]
- Trastorno de estrés postraumático (TEPT): aunque no es una indicación aprobada, la risperidona se ha utilizado en el tratamiento del TEPT en casos donde los síntomas de intrusión, evitación y aumento de la activación son graves y no responden adecuadamente a otros enfoques terapéuticos.[52]
- Trastornos del sueño: en algunos casos, la risperidona se ha utilizado off-label para tratar trastornos del sueño, como el insomnio.[53]

### Controversias
La risperidona, comercializada por Janssen con el nombre de Risperdal, es uno de los dos medicamentos aprobados para el tratamiento del autismo. Fue desarrollado en 1993 como un antipsicótico para el tratamiento de la esquizofrenia en adultos. Inicialmente se consideró inseguro para los niños preadolescentes porque estimula los niveles de prolactina. Los niveles elevados de prolactina están asociados con varios efectos secundarios, incluida la ginecomastia en hombres y niños. Sin embargo, un estudio de 2003 respaldado por Janssen no encontró ningún vínculo entre los niveles elevados de prolactina en los niños y la ginecomastia u otros efectos secundarios que pueden estar asociados con niveles excesivos de prolactina. En 2013, Jansen pagó 2200 millones de dólares para resolver una demanda presentada por la FDA. La demanda alega que en 2002 y 2003, Jansen promocionó fuertemente la risperidona para usos no autorizados, incluso para niños con autismo. Siguió una serie de demandas individuales, incluida una de una mujer, ahora de 20 años, cuyos senos crecieron hasta 120F (46 pulgadas de diámetro) después de tomar risperidona entre 2002 y 2006. En febrero, un jurado en Filadelfia le otorgó 2,5 millones de dólares en daños. (Un portavoz de la compañía dijo que Jansen continuará defendiendo enérgicamente la demanda y apelará la decisión).
La evidencia presentada en una demanda contra Janssen Pharmaceuticals alega que el fabricante del medicamento no notó los efectos secundarios encontrados en el estudio de 2003. Janssen Pharmaceuticals fabrica un fármaco ampliamente utilizado en niños con autismo.
Los documentos presentados como prueba en el caso contra Jansen incluyen un manuscrito de estudio de 2003 que contiene dos tablas que no se incluyeron en la versión publicada.